# SEVENTH HAVEN
『SEVENTH HAVEN』（セブンス・ヘイブン）は、2016年2月24日にビクターエンタテインメントから発売された、セブンスシスターズのシングルである。本作を歌うセブンスシスターズはスマートフォン向けアプリ『Tokyo 7th シスターズ』に登場するアイドルユニットであり、作中では伝説のアイドルユニットにしてほかの登場人物たちが尊敬する存在として描かれている。
発売形態は、初回生産限定盤と通常盤の二種類であり、初回生産限定盤にはセブンスシスターズ キャラクターシンボルピンバッジが全6種のうち1種ランダムに同封されている。

## 収録曲
| #         | タイトル                                   | 作詞           | 作曲          | アーティスト       | 時間  |
| --------- | ------------------------------------------ | -------------- | ------------- | ------------------ | ----- |
| 1.        | 「SEVENTH HAVEN」                          | kz(livetune)   | kz(livetune)  | セブンスシスターズ | 3:49  |
| 2.        | 「FALLING DOWN」                           | SATSUKI-UPDATE | Takamitsu Ono | セブンスシスターズ | 4:17  |
| 3.        | 「SEVENTH HAVEN」                          |                | kz(livetune)  |                    | 3:49  |
| 4.        | 「FALLING DOWN -OFF VOCAL-」               |                | Takamitsu Ono |                    | 4:17  |
| 5.        | 「What is truly 2030??（ドラマトラック）」 |                |               |                    |       |
| 合計時間: | 合計時間:                                  | 合計時間:      | 合計時間:     | 合計時間:          | 16:12 |

## 楽曲背景

### SEVENTH HAVEN
「SEVENTH HAVEN」を制作したkzは、最初は物語重視のアイドルものという感覚だったが、本楽曲の制作に際して細かな注文をもらったことでその考えが180度変わったと、2019年に行われたリスアニとのインタビューの中で話している。
ユニットの中心人物・七咲ニコル役として収録に参加した水瀬いのりは中里キリとのインタビューの中で、自分たちが抱いていたkzのポップなイメージとは大幅に違って驚いたと話している。歌唱にあたり、水瀬はニコルらをレジェンドとして知らしめたいと思いながら歌ったと中里とのインタビューの中で話している。
また、メンバーの一人・若王子ルイ役の川崎芽衣子は従来のセブンスの曲は皆で楽しむ感じだったが、本作は挑発的でとがった感じだったと話している。同じくメンバーである御園尾マナ役の前田玲奈によると、総監督の茂木伸太郎から事前に「破壊的な曲」という説明があったとされており、前田は納得がいったと述べている。遊佐メモル役の辻あゆみは、かっこいい曲だがいざ自分が歌うとなると大変だったと振り返っている。

### FALLING DOWN
水瀬は「FALLING DOWN」について、曲の主役である羽生田ミトを皆で支えるイメージがあったと中里とのインタビューの中で説明しており、「ニコルのパートもミトの前後で絡みあう感じなので、タイプが真逆でもわかりあっている2人を私は感じました。」と振り返っている。

## 反響
中里キリがリアルサウンドに寄せたアルバム『Are You Ready 7th-TYPES??』の記事によると、「SEVENTH HAVEN」は発表と同時に、現実世界におけるアニメソング界隈だけでなく、クラブミュージック界隈をにぎわせたとされている。
また、kzは今年（2019年）の正月に「SEVENTH HAVEN」の発表から3年が経過した旨をツイートしたら、驚きの反応が寄せられたとリスアニとのインタビュー（2019年）の中で明らかにしており、同席していた茂木伸太郎は「それだけ色あせない曲だってことなんじゃないですか。」と話している。

## 評価
ライターの北野創は、アニメイトに寄せた記事の中で、「SEVENTH HAVEN」について、太いサウンドと力強いメッセージ性から、ユニットきってのアンセムだと評価している。

## プロジェクト外作品への収録
「SEVENTH HAVEN」は、ブシロードの音楽ゲーム『D4DJ Groovy Mix』のサービス開始1周年記念楽曲の一つとして収録された。

### ユニットメンバー
1. 1 2 3  七咲ニコル（水瀬いのり）、羽生田ミト（渕上舞）、御園尾マナ（前田玲奈）、寿クルト（黒瀬ゆうこ）、若王子ルイ（川﨑芽衣子）、遊佐メモル（辻あゆみ）